# Gaetano Filangieri
Gaetano Filangieri (Cercola, 18 agosto 1752 – Vico Equense, 21 luglio 1788) è stato un giurista e filosofo italiano del Regno di Napoli.
È ritenuto uno dei massimi giuristi e pensatori italiani dell'illuminismo che, con la sua La Scienza della Legislazione, farà da ispirazione agli artefici della Rivoluzione francese e anche se non mise mai piede in America, le sue idee attraverso una ricca corrispondenza avvenuta tra il 1781 e il 1788 tra lui e Benjamin Franklin, oltrepassarono l’oceano, ispirando la Costituzione Americana.

## Biografia

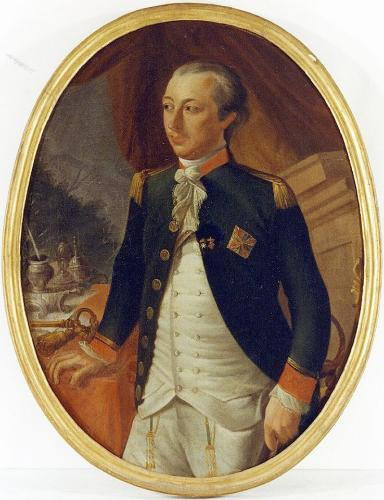
Ritratto di Gaetano Filangieri, Museo Nazionale di San Martino, Napoli

Terzogenito di Cesare, principe di Arianiello, e di Marianna Montalto, figlia del duca di Fragnito, Gaetano nacque in un'antica villa di suo padre sita nel territorio dell'attuale Cercola. All'epoca della nascita del Filangieri la località di Cercola si trovava nel territorio di San Sebastiano (odierna San Sebastiano al Vesuvio). Gaetano proveniva da una delle famiglie più antiche della nobiltà partenopea: lo zio arcivescovo era Serafino Filangieri.
Ricevette un'educazione severa che si svolse privatamente nel palazzo di Largo Arianello. Se ne occuparono lo zio Serafino, benedettino, professore di fisica sperimentale all'Università di Napoli, e soprattutto l'ecclesiastico Luca Nicola De Luca.
A 17 anni abbandonò la carriera militare a cui era stato destinato fin da bambino per dedicarsi agli studi. Si laureò in legge nel 1774. Tre anni dopo, a seguito della carica di gentiluomo di camera presso il re Ferdinando IV di Borbone, si dedicò al progetto della riforma di giustizia e divenne ufficiale volontario di marina.
Nel 1772 scrisse un breve testo, Morale de' legislatori, nel quale dichiarava di essere favorevole alla pena di morte, mettendo in discussione le tesi di Cesare Beccaria; in questo afferma infatti che "nello stato di natura ciascuno ha il diritto di togliere la vita a tutti per proteggere la propria ingiustamente minacciata". Tali temi vengono poi ripresi e trattati ne La Scienza della Legislazione, la sua opera più importante.
Nel 1774 stampò a Napoli le Riflessioni politiche su l'ultima legge del sovrano, dedicata al ministro Bernardo Tanucci. L'opera riguarda la riforma dell'amministrazione della giustizia; in particolare afferma la necessità, per i magistrati, di motivare le proprie sentenze in base alla legislazione scritta nel regno, permettendo in questo modo di eliminare gli abusi e i privilegi per i giudici.
L'Illuminismo napoletano di Filangieri emerge in particolar modo nella sua opera più famosa, La Scienza della Legislazione (1780-1788). In tale scritto sono analizzate le linee sistematiche di una scienza pratica destinata a essere guida delle riforme legislative e basata sulla felicità individuale del cittadino come premessa utilitaristica allo Stato buono. Famosi pensatori come d'Alembert e Montesquieu, con il loro spirito di classici dell'Illuminismo, contribuirono a influenzare l'opera.
Nel 1783 Filangieri si sposò con una giovane nobile ungherese, Charlotte Frendel (1751-1828) e, ottenuta la dispensa dal servizio di corte, si trasferì a La Cava (oggi Cava de' Tirreni), poco lontano da Napoli. Qui si dedicò interamente alla scrittura e alla famiglia.
Nel dicembre del 1784 arrivarono le prime condanne relative all'opera di Filangieri da parte dell'Inquisizione, anche se la Chiesa non contestò la legittimità dei provvedimenti assunti dal governo borbonico sulla scorta delle proposte contenute nella Scienza della legislazione.
Parallelamente alla stesura de La Scienza della Legislazione, Filangieri fu investito di un'importante carica militare di grado superiore: Tenente di fanteria nel 1783 e Capitano nel 1785.
Nel 1787 divenne Consigliere del Supremo Consiglio delle Finanze e, preso dagli impegni politici, non riuscì a completare il quinto libro della Scienza, il quale fu pubblicato incompiuto postumo nel 1791. Dei sette volumi inizialmente progettati, riuscì quindi a pubblicarne solo cinque.
Colpito dalla tubercolosi, si ritirò a Vico Equense, dove morì il 21 luglio 1788. È sepolto nell'ex cattedrale della Santissima Annunziata della stessa cittadina.
Essendo stato iniziato in massoneria in una loggia napoletana di costituzione inglese, Filangieri ebbe solenni funerali massonici, celebrati da Domenico Cirillo, Mario Pagano, Donato Tommasi e Giuseppe Leonardo Albanese, ai quali parteciparono delegazioni di tutte le logge napoletane di obbedienza inglese.
A Gaetano Filangieri era intitolato il carcere minorile di Napoli, istituito da Gioacchino Murat nel 1809 e dismesso alla fine degli anni settanta. A Milano è intitolata la piazza antistante il carcere di San Vittore.

## LaScienza della Legislazione

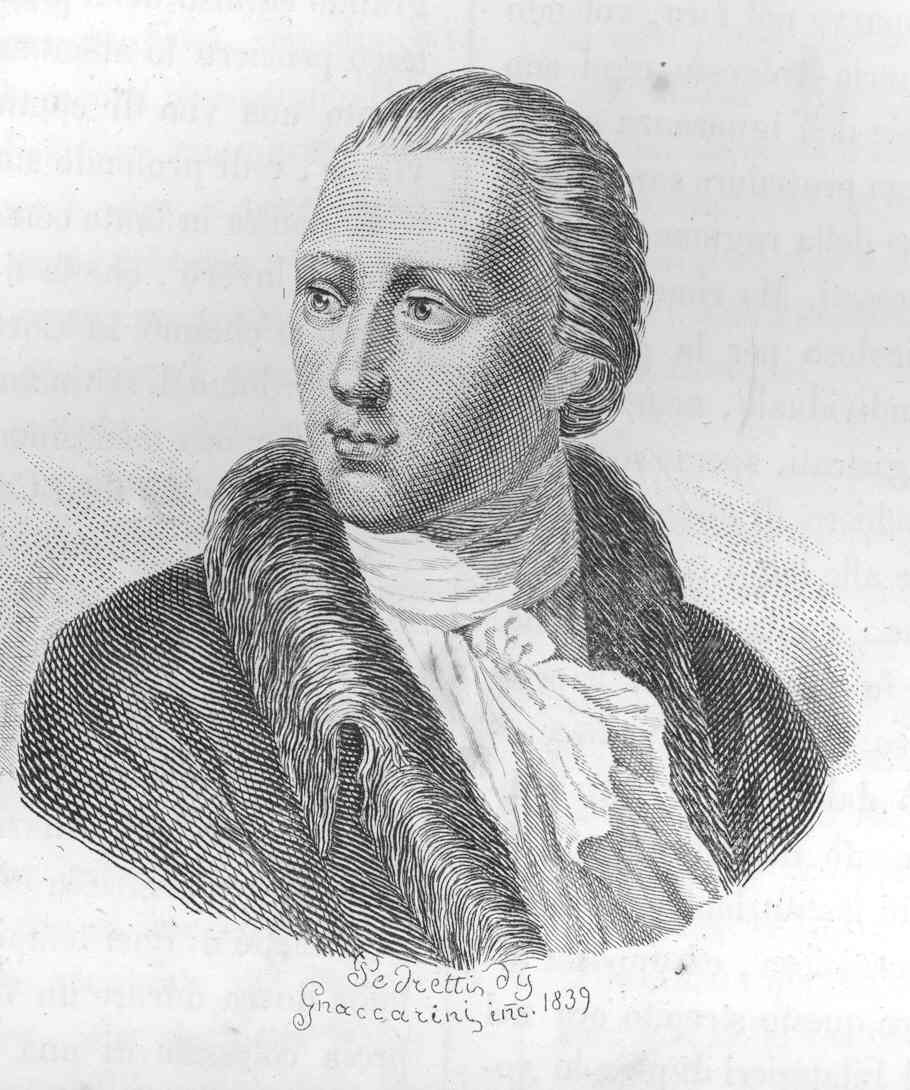
Gaetano Filangieri raffigurato in un'incisione del Poliorama Pittoresco di Pedretti Gnaccarini, 1839

La Scienza della Legislazione, composta da otto volumi, è un'opera di alto e innovativo valore europeo in materia di filosofia del diritto e teoria della giurisprudenza. In quest'opera, che fu così apprezzata per la sobrietà della critica e per la concreta esposizione sul piano giuridico, Filangieri espose un pensiero frutto della grande cultura napoletana antecedente all'Unità d'Italia, rappresentata in particolare da Giambattista Vico e da Pietro Giannone, che interpolò con le teorie dei filosofi francesi, in particolare con le dottrine di Montesquieu e soprattutto di Rousseau.
La Scienza della Legislazione porta alla luce le ingiustizie sociali che affliggevano anche la Napoli borbonica come le tante altre capitali europee (Parigi, Londra, San Pietroburgo, ecc.) pervasa dal lusso sfrenato dei privilegi feudali di aristocrazia e clero sfruttatori del popolo; al tempo stesso essa chiede alla Corona di farsi portatrice di una "rivoluzione pacifica", una sorta di modello di monarchia illuminata, secondo i canoni illuministici, da conseguire attraverso una seria azione riformatrice da attuarsi sugli strumenti giuridici.
Importanti l'affermazione dell'esigenza di attuare una codificazione delle leggi e di una riforma progressiva dalla procedura penale, la necessità di operare un'equa ripartizione delle proprietà terriere e anche un miglioramento qualitativo dell'educazione pubblica oltre ad un suo rafforzamento su quella privata.

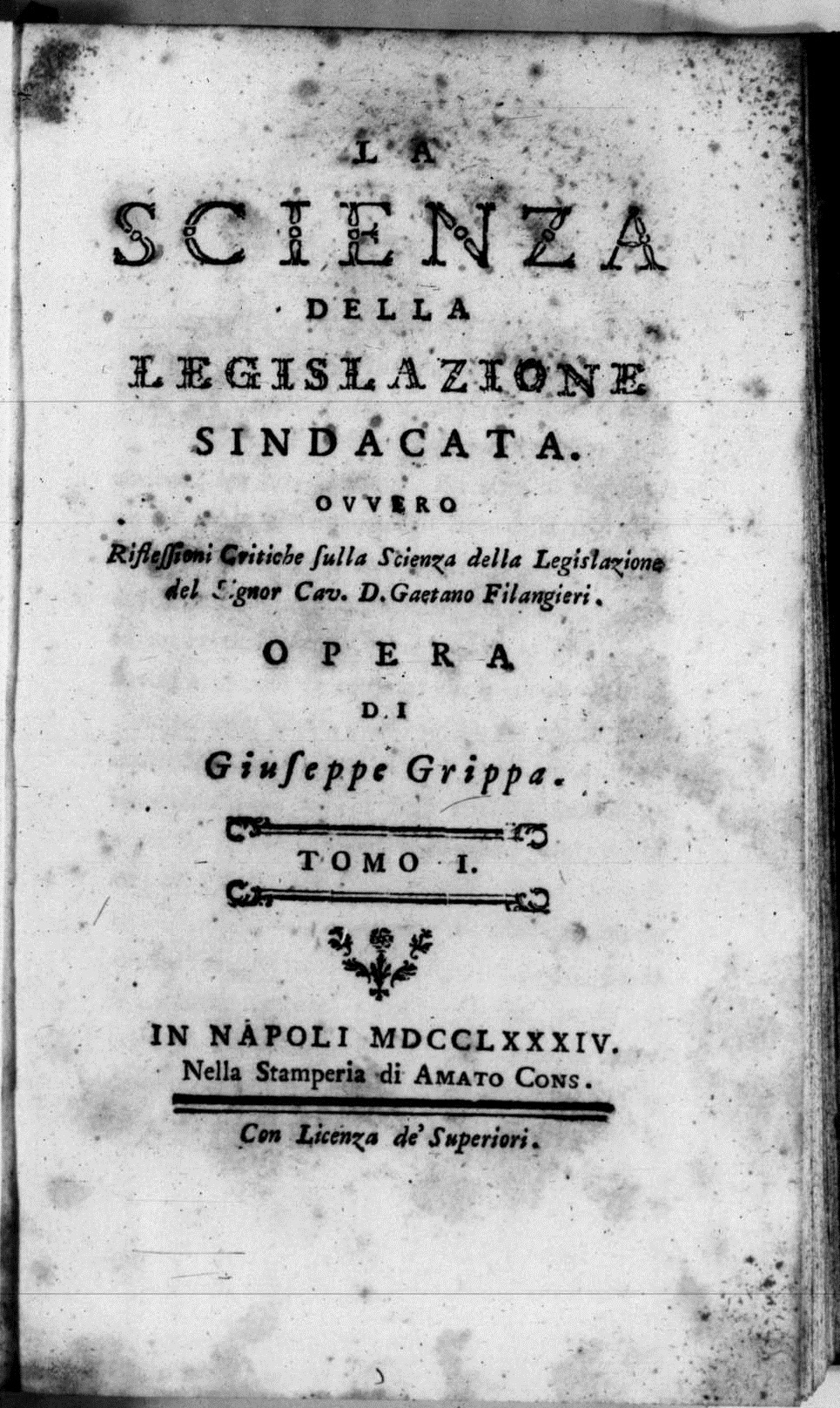
Giuseppe Grippa, La scienza della legislazione sindacata (1784), una critica dell'opera di Filangieri

Per ciò che attiene al diritto criminale, nell'opera Filangieri dà un'innovativa definizione di delitto: «Non tutte le azioni contrarie alle leggi sono delitti, non tutti coloro che le commettono sono delinquenti. L'azione disgiunta dalla volontà non è imputabile; la volontà disgiunta dall'azione non è punibile. Il delitto consiste dunque nella violazione della legge accompagnata dalla volontà di violarla».
L'opera tratta le principali proposte di riforma, nel campo politico-economico (abolizione dei privilegi feudali ecc.), penale, dei rapporti tra religione e legislazione, e, in modo particolare, nel campo educativo. Essa comprende il primo libro dedicato a Le Regole generali della scienza legislativa, il secondo a Le Leggi politiche ed economiche, il terzo a Le Leggi criminali (prima parte: la procedura; seconda parte: dei delitti e delle pene), il quarto a Le Leggi che riguardano l'educazione, i costumi e l'opinione pubblica, il quinto a Le Leggi che riguardano la religione. Il sesto, dedicato alle leggi relative alla proprietà, rimase abbozzato (ne fu steso soltanto il sommario), e il settimo, dedicato alle leggi sulla famiglia, non venne mai scritto.
Tra le varie tesi esposte in questo libro emerge la considerazione che Filangieri aveva dell'agricoltura; sotto l'influenza di Genovesi, di Verri e dei fisiocratici, egli la considerava come un settore importante del sistema economico e propose la rimozione di ogni ostacolo giuridico, fiscale ed economico al suo sviluppo e alla libertà del commercio dei suoi prodotti, sostenendo altresì l'imposta unica sul prodotto della terra.
L'opera fu messa all'Indice dalla Chiesa cattolica nel 1784, per le sue idee estremiste e per i suoi attacchi ai diritti del clero. Filangieri infatti criticava l'atteggiamento della Chiesa, ritenendo appunto che questa pesasse sulla società e si avvalesse di privilegi. Egli aveva messo in campo proposte (giustizia sociale e giuridica, uguaglianza, pubblica istruzione, espropriazione dei beni ecclesiastici donati dai fedeli, ecc.) miranti al "progresso" in senso rivoluzionario attraverso un'azione legislativa fondata sulla presunta "ragione" e rivolta ad un altrettanto presunto sviluppo della realtà delle città di Napoli, ma con i metodi tipicamente giacobini basati su coercizione e sentimento massonico e anticattolico.
Fu pubblicata a partire dal 1780 in 7 volumi e una parte uscì postuma (l'indice e parte del libro V). Nel 1783 e nel 1785 ne vennero stampati altri due libri, i quali ebbero grande successo non solo a livello nazionale con le riedizioni (Firenze e Venezia 1782, Milano 1784) ma anche a livello europeo.
Fino all'Ottocento si contarono 40 edizioni italiane e 28 in lingue straniere. In Germania comparvero tre edizioni diverse a Zurigo, Berlino e a Vienna (la prima traduzione in tedesco è del 1784). L'opera venne tradotta in francese (la prima traduzione in francese è del 1786), spagnolo, inglese, russo e svedese, con elogi entusiastici rivolti all'autore: il più noto e significativo fu quello di Benjamin Franklin, il quale avviò una corrispondenza con Filangieri e tenne presente le sue idee per la stesura della Costituzione americana.
La fortuna dell'opera fu vastissima sul continente europeo e oltre. L'opera fu - assieme a Dei delitti e delle pene (1764) di Cesare Beccaria - uno dei contributi italiani alla filosofia del diritto maggiormente diffusi e tradotti all'estero. Suscitò interesse e discussioni sino al Novecento anche grazie all'attenzione dedicatagli da Benjamin Constant (1767-1830).

## Opere e scritti nelle principali edizioni
- Riflessioni politiche su l'ultima legge del sovrano, che riguarda la riforma dell'amministrazione della giustizia, Napoli 1774.
- La scienza della legislazione, Napoli 1780-1785.
- Reflexiones sobre la libertad del comercio de frutos, Madrid 1784.
- Il mondo nuovo e le virtù civili: l'epistolario di Gaetano Filangieri 1772-1788, Napoli 1998.